# Kim Jae-soo
Kim Jae-soo (* 1. Februar 1961) ist ein südkoreanischer Höhenbergsteiger. Er hat alle Achttausender bestiegen. Nach eigenen Angaben bestieg er den Cho Oyu bereits 1993, dies wurde jedoch von der Fachwelt nicht anerkannt. Daher gilt seine Cho-Oyu-Besteigung von 2011 als Abschluss seiner persönlichen Achttausender-Serie. Demnach ist Kim – die umstrittene Leistung von Oh Eun-sun mitgezählt – der fünfte Südkoreaner und der 28. Mensch überhaupt, der auf den 14 höchsten Bergen der Welt stand. Für drei der Gipfel benötigte er Flaschensauerstoff als Besteigungshilfe.

## Besteigungen der Achttausender
- 6. Oktober 1990: Mount Everest (mit Zusatzsauerstoff)[4]
- 8. Oktober 1991: Shishapangma (mit Zusatzsauerstoff)[5]
- 16. Mai 2002 Lhotse (mit Zusatzsauerstoff)[6]
- 2007: Broad Peak[7]
- 16. Mai 2007: Mount Everest (zweite Besteigung, mit Zusatzsauerstoff)[4]
- 5. Oktober 2007: Shishapangma (zweite Besteigung, mit Zusatzsauerstoff)[5]
- 2008: Lhotse (zweite Besteigung, mit Zusatzsauerstoff)[8][9]
- 1. August 2008: K2 (mit Zusatzsauerstoff)[10]
- 13. Oktober 2008: Manaslu[6]
- 1. Mai 2009: Makalu[6]
- 18. Mai 2009: Kangchendzönga (mit Zusatzsauerstoff)[11]
- 9. Juni 2009: Dhaulagiri[6]
- 10. Juli 2009: Nanga Parbat[12]
- 2010: Gasherbrum II[13]
- 5. August 2010: Hidden Peak[14]
- 26. April 2011: Annapurna[1]
- 23. September 2011: Cho Oyu[15]